# Congo-Nil-vandskellet
Congo-Nil-vandskellet er vandskellet mellem Congo- og Nilen flodernes afvandingsområder. Det er omkring 2.000 km langt.
Der er forskellige geologiske og geografiske sektioner mellem punktet på grænsen mellem Den Centralafrikanske Republik og Sydsudan, hvor Congo- og Nil bassinerne møder Tchadbassinet i nord, og det sydlige punkt i Tanzania sydvest for Victoriasøen, hvor grænserne for Nil- og Congo-bassinerne divergerer og grænser op til adskillige endorheiske bassiner i Gregory Rift, hvoraf de største er Eyasisøen i nord og Rukwasøen i syd.
De forskellige mennesker der bor langs vandskellet taler hovedsageligt centralsudanske sprog i de nordlige dele og bantusprog længere sydpå. De europæiske kolonialister brugte Congo-Nil-vandskellet som en grænse mellem britisk kontrollerede territorier mod øst og territorier der var kontrolleret af franskmændene og belgierne mod vest. Dette blev besluttet på et tidspunkt, hvor kun få europæere havde besøgt området, som endnu ikke var blevet kortlagt. Det betød at medlemmer af etniske grupper, der bor på begge sider af skellet blev adskilt.

## Beliggenhed

### Nordlige del: Sudan
Congo-Nil-vandskellet starter i nord ved tredobbeltskellet, hvor Congo-, Tchad- og Nilen-bassinerne mødes. Dette punkt ligger på grænsen mellem Den Centralafrikanske Republik og Sudan, ved grænsen mellem præfekturerne Vakaga og Haute-Kotto. Fra dette tredobbelte punkt:
1. Umbelasha-floden løber mod nordøst ud i Nilen gennem floderne Bahr al-Arab og Bahr el Ghazal.
2. Kotto-floden løber mod syd ud i Congo-floden gennem Ubangifloden.
3. Yata-floden løber mod nordvest ud i Tchadsøen gennem floderne  Bahr Oulou, Bahr Aouk og Chari.

Congo-Nil-skellet går først mod sydøst, og derefter sydpå, langs grænsen mellem Sydsudan og Uganda mod øst, og Den Centralafrikanske Republik og Den Demokratiske Republik Congo (DRC) mod vest.
Ironstoneplateauet mellem Sydsudan og Den Demokratiske Republik Congo gennemskæres af mange vandløb, der har dannet stejle og smalle dale. De store Suddvådområder i Sydsudan får vand fra Bahr al Jabaldelen af Hvide Nil, der afvander Albert- og Victoriasøen i syd, og også fra ti mindre floder, der løber fra Congo-Nil-skellet, som tilsammen leverer 20 milliarder kubikmeter vand årligt.
Den lettilgængelige nordlige del af vandskellet kan have været hovedruten for bantuernes ekspansion mod øst og syd i jernalderen. Kombinationen af skovrydning til landbrug og kvægavl, og ændringer i våbenteknologi med introduktionen af jern, kan have tilladt bantutalende at migrere sydpå gennem regionen til Buganda for højst 1.500 år siden.
De mennesker, der nu bor langs Congo-Nil-vandskellet  i Sydsudan, taler centralsudanske sprog, herunder Kreshfolket . De boede engang vest for skellet i regionen syd for Tchadsøen, men blev tvunget østpå og sydpå af den voksende befolkning yderligere mod vest. Europæerne vidste meget lidt om området i 1885, da de gjorde vandskellet til grænsen mellem belgiske og franske indflydelsessfærer mod vest og den britiske indflydelsessfære mod øst. Linjen løb gennem Zande-folkets territorium. De boede i den tætte skov i det yderste sydvestlige område af det, der nu er Sydsudan, og nordøst for det, der nu er Den Demokratiske Republik Congo.

### Den centrale sektion: vest for Albertine-riften
I den centrale del løber vandskellet langs bjergene, der danner vestflanken af Albertine-riften fra Albertsøen i nord, forbi Edwardsøen og videre mod den nordlige ende af Kivusøen. Skellet krydser Albertine-riften langs Virungabjergene nord for Kivusøen.
Virungamassivet langs grænsen mellem Rwanda og Den Demokratiske Republik Congo består af otte vulkaner. To af disse, Nyamuragira og Nyiragongo, er stadig meget aktive. Syd for Virunga-bjergene løber vandet fra Kivu-søen mod syd ud i Tanganyika-søen gennem Ruzizi-floden. Tanganyika-søen løber derefter ud i Congo-floden via Lukuga-floden. Det synes sandsynligt, at det nuværende hydrologiske system blev etableret for ganske nylig, da Virunga-vulkanernes udbrud  blokerede den nordlige strøm af vand fra Kivu-søen ind i Edward-søen, så det i stedet  løb sydpå ud i Tanganyika-søen. Før det har Tanganyika-søen, eller separate underbassiner i det, der nu er søen, muligvis ikke haft andet udløb end fordampning.

### Sydlige del: øst for Albertine-riften
Mod syd går vandskellet fra et punkt nær det sydvestlige hjørne af Victoriasøen i sydvestlig retning gennem Tanzania og Burundi til bjergene, der danner den østlige væg af Albertine Rift. Vandskellet går nordpå langs toppen af disse bjerge øst for Tanganyikasøen og Kivusøen.
Denne region omfatter Nyungweskoven i Rwanda og Kibira Nationalpark i Burundi. Parkerne fungerer som tilflugtssted for forskellige primater af bevaringsmæssig interesse, og også for sjældne fugle- og plantearter. Omkring disse parker er landet tæt befolket, og der praktiseres intensivt landbrug. Landbrug er vanskeligt i området, hvor bjergtoppene kan være over 3.000 moh. Parkerne er udsat for pres fra de mennesker, der bor i nærheden af dem. Rukararafloden udspringer i skovklædt område i det sydlige Rwanda øst for vandskellet, og vides nu at være Nilens overordnede udspring – det punkt, der ligger længst opstrøms fra flodens udmunding. 

## Europæisk udforskning
Det østafrikanske plateau med de store søer var vanskeligt tilgængeligt for europæiske opdagelsesrejsende i det nittende århundrede. Det var et ugæstfrit, tørt eller halvtørt land mod nord, øst og sydøst og de vanskeligt tilgængelige skove i Congobassinet mod vest. Ruten fra syd via Rift Valley-søerne, Nyasa og Tanganyika, var lettere, og Congo-Nil-skellet fra nordvest var den nemmeste rute.
Ruzizifloden, der løber sydpå ud i Tanganyikasøen, er en del af Congoflodens øvre afvandingsområde. Britiske opdagelsesrejsende i det nittende århundrede, såsom Richard Francis Burton og John Hanning Speke, var usikre på Ruziziflodens strømretning og troede, at den muligvis ville løbe nordpå ud af søen mod Den Hvide Nil. Deres forskning og opfølgende udforskninger foretaget af David Livingstone og Henry Morton Stanley fastslog for europæere, at dette ikke var tilfældet. Ruzizi løber ud i Tanganyikasøen, som løber over i Lukugafloden omkring 120 km syd for Ujiji. Lukuga løber vestpå ud i Lualabafloden, en vigtig biflod til Congo.